# Amastigot

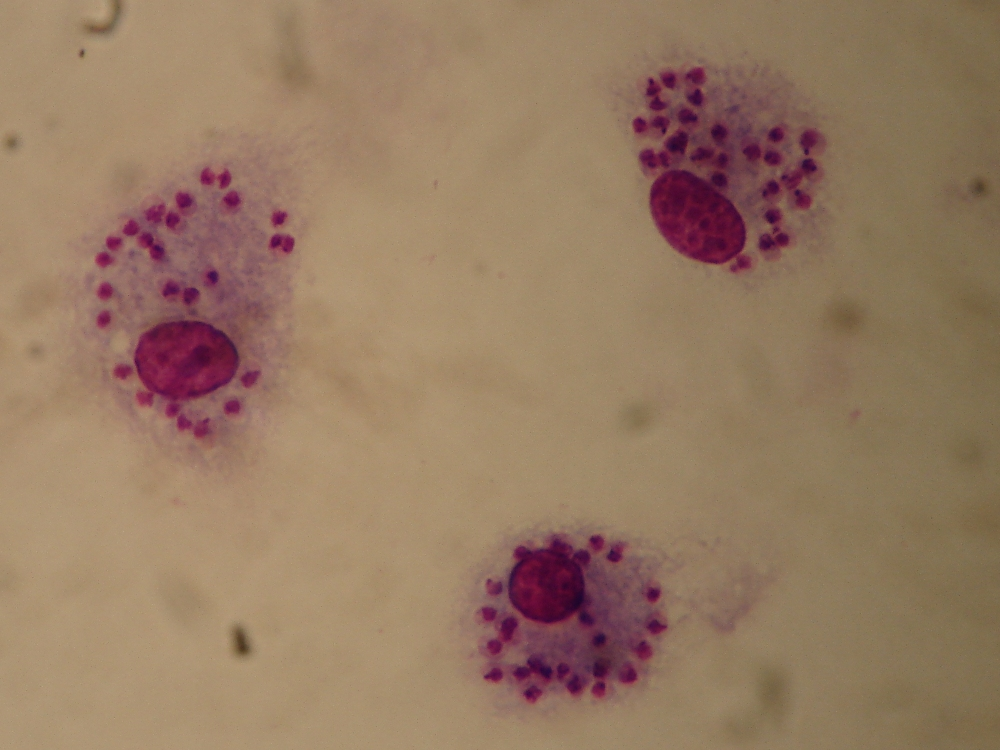
Das Bild zeigt Parasiten der Art Leishmania tropica in der amastigoten (geißellosen) Form (die kleinen, roten Punkte) in Makrophagen.

Amastigot (Syn.: kryptomastigot) bedeutet ohne Geißel, unbegeißelt. Damit werden Kinetoplastea bezeichnet, bei der die Geißel nicht sichtbar ist. Zum Beispiel ist bei einer morphologischen Form der eingeißeligen Parasiten der Gattung Leishmania, bei der amastigoten Form, die Geißel lichtmikroskopisch nicht, elektronenmikroskopisch nur rudimentär erkennbar. Die lichtmikroskopische Unsichtbarkeit ist darin begründet, dass die Geißel nicht aus dem Geißelsäckchen hervortritt. Die amastigote Form ist die Anpassung an die intrazelluläre Lebensweise im Lebenszyklus des Parasiten.